# زدودن اکسید بافر
زُدودن اُکسید بافر (به انگلیسی: Buffered oxide etch) (اختصاری بی‌اوئی)، همچنین به عنوان بافر اچ‌اف یا بی‌اچ‌اف شناخته می‌شود، یک زداینده مرطوب است که در ریزساخت استفاده می‌شود. کاربرد اصلی آن در زُدایش لایه‌های نازک دی‌اکسید سیلیکون (SiO2) یا نیترید سیلیکون (Si3N4) است. این ترکیبی از یک عامل بافرساز مانند آمونیوم فلوراید (NH4F) و اسید هیدروفلوئوریک (اچ‌اف) است. اچ‌اف غلیظ (معمولاً ۴۹٪ اچ‌اف در آب) برای کنترل فرایند خوب، دی‌اکسید سیلیکون را خیلی سریع می‌زُداید و همچنین نورمقاوم (فتورزیست) (به انگلیسی: photoresist) مورد استفاده در الگوبرداری لیتوگرافی را لایه‌برداری می‌کند. زُدودن اکسید بافر معمولاً برای زُدایش کنترل‌پذیرتر استفاده می‌شود.
یک محلول معمولی زُدودن اکسید بافر شامل نسبت حجمی ۶:۱ چهل درصد NH4F در آب به چهل‌و نُه درصد اچ‌اف در آب است. این محلول اُکسایش رشدیافته حرارتی را با سرعت تقریبی ۲ نانومتر در ثانیه در دمای ۲۵ درجه سانتیگراد می‌زُداید. می‌توان دما را افزایش داد تا میزان زُدایش افزایش یابد. هم زدن مداوم محلول در طول فرایند زُدایش به داشتن محلولی با همگنی بیشتر، کمک می‌کند، که ممکن است با برداشتن مواد زدوده‌شده از سطح، به‌طور یکنواخت‌تر زدوده شود.